# Alicia Galaz
Alicia Galaz Vivar (Valparaíso, 4 de diciembre de 1936-Tennessee, 18 de octubre de 2003) fue una poeta e investigadora literaria chilena, fundadora y directora de la revista de poesía Tebaida.

## Biografía
Nacida en Valparaíso, fue en el norte donde Galaz —profesora de la Universidad de Chile de Arica (hoy Universidad de Tarapacá)— se convirtió en figura clave de la vida cultural chilena al fundar, en 1968, la revista Tebaida. Al hacerlo, seguía "la pauta" que habían mostrado Trilce, de Omar Lara, y Arúspice, de Jaime Quezada.
"Se entenderá que de Tebaida surge un mundo poético movible, (colaboran además de chilenos, numerosos poetas y escritores extranjeros, latinoamericanos principalmente), cambiable, donde los autores aparecen con sus rostros interiores que los representan con la mejor fidelidad; pero este mismo mundo, aunque parezca moralmente increíble, suele causar ese 'temblor de cielo' que estremece a quienes justamente van dignificando el espíritu que debe adecuarse a estas publicaciones", señalaba Víctor Castro en 1972.
Su pareja, el también poeta Oliver Welden, que la acompañó en la aventura de crear la revista, asegura que comprendían muy bien la importancia del proyecto: "Éramos plenamente conscientes de que estábamos haciendo historia, de que el trabajo que estábamos realizando era trascendente". De Tebaida salieron nueve números, y se quedaron "en el tintero, casi listos, el décimo y undécimo, abortados por la ruptura constitucional y posterior dictadura".
Verdad es que antes de fundar Tebaida —revista que, con el tiempo, se ha "convertido en un referente de culto"—, Galaz ya se había hecho un nombre como investigadora: catedrática de Literatura Española Medieval, había publicado La fábula de Píramo y Tisbe y la interpretación burlesca de la mitología grecolatina (1955), Análisis estilístico de la fábula de Píramo y Tisbe, de don Luis de Góngora (1958) y Antología de romances, letrillas y sonetos de Luis de Góngora (1962). Además, había hecho la Antología anotada de Luis de Góngora (1961), que "ha pasado a ser un clásico universal en el estudio del poeta cordobés y es texto que se utiliza en los cursos doctorales de universidades en España, Latinoamérica y Estados Unidos".
"Una de las grandes poetas chilenas del siglo veinte", Galaz alcanzó a publicar en Chile sólo un poemario —Jaula gruesa para el animal hembra— editado en conjunto por Ediciones Tebaida y Ediciones Mimbre de Guillermo Deisler, antes de verse obligada a emprender, en 1975, junto con Welden, el camino del exilio político después del golpe militar del 11 de septiembre de 1973 contra el gobierno de Salvador Allende.
Ya fuera de Chile, Galaz se doctoró en la Universidad de Alabama y enseñó, a partir de 1989, en la de Tennessee, en Martin, de la que se jubiló con el rango de profesor emérito. Falleció allí, en la ciudad universitaria de Martin, su lugar de residencia, en 2003.
Fernando Alegría ha señalado que "en la poesía de Alicia Galaz Vivar maduran los secretos del siglo: no se habla de política, apenas si se alude a la familiar angustia de las víctimas del terror y del desamparo. Sus mensajes se adivinan (…) Digna y, acaso, altiva, Alicia Galaz sustenta sus verdades en las líneas de una poesía alusiva. ¡Tantos signos ha heredado de Góngora, su maestro, a quien estudia, antóloga, examina y venera!"
La revista Trilce, del poeta Omar Lara, rindió en 2010 un homenaje a Alicia Galaz al publicar un extenso dossier sobre su obra y sus últimos poemas.

## Obras
- La fábula de Píramo y Tisbe y la interpretación burlesca de la mitología grecolatina, ensayo, Ediciones de la Facultad de Filosofía y Educación, de la Universidad de Chile, Santiago, 1955.
- Análisis estilístico de la fábula de Píramo y Tisbe, de don Luis de Góngora, ensayo, Ediciones de la Universidad de Chile, Santiago, 1958.
- Antología anotada de Luis de Góngora, Editorial Universitaria, Santiago, 1961.
- Antología de romances, letrillas y sonetos de Luis de Góngora, Editorial Universitaria, Santiago, 1962 (reedición: Renacimiento, Santiago, 1970).
- Jaula gruesa para el animal hembra, poesía, Ediciones Mimbre-Tebaida, Arica, 1972 (descargable desde Memoria Chilena).
- Galatea y Tisbe. El discurso de los retratos: aproximación estructuralista a la lengua poética de Góngora, Universidad de Chile, Sede Arica, 1974 (descargable desde Memoria Chilena)
- Oficio de mudanza, poesía, Editorial Betania, Madrid, 1987.
- Alta Marea: Introvisión crítica en ocho voces latinoamericanas, ensayo, Editorial Betania, Madrid, 1988.
- Señas distantes de lo preferido, poesía, Ediciones LAR, Concepción, 1990.